# Louise Arner Boyd
Louise Arner Boyd (San Rafael, Califòrnia, 16 de setembre de 1887 – San Francisco, 14 de setembre de 1972) era una exploradora americana de Groenlàndia i l'Àrtida, que va escriure extensament sobre les seves exploracions i va fotografiar els indrets que travessà, un material que es va fer servir després per dibuixar mapes topogràfics i actualment per documentar els efectes i les transformacions del canvi climàtic. Després de viatjar amb amics, en els seus primers projectes, en el seu lloc va convidar geòlegs, cartògrafs i botànics en els viatges successius. El 1955 es va convertir en la primera dona que sobrevolava el pol Nord en un avió privat, un DC-4, amb una tripulació que incloïa el pioner de l'aviació Thor Solberg.

## Biografia
Nascuda a San Rafael, Califòrnia, de John Franklin Boyd (copropietari de la mina d'or Bodie, a Califòrnia) i Louise Cook Arner, Louise va créixer al comtat de Marin i als turons d'Oakland, jugant i competint amb els seus dos germans més grans, Seth i John. Els Boyd eren ciutadans destacats de l'època i els primers anys dels seus fills, tot i que privilegiats i relativament despreocupats, van incloure una educació integral que es complementava cada estiu amb una estada al seu ranxo als turons d'Oakland Hills.

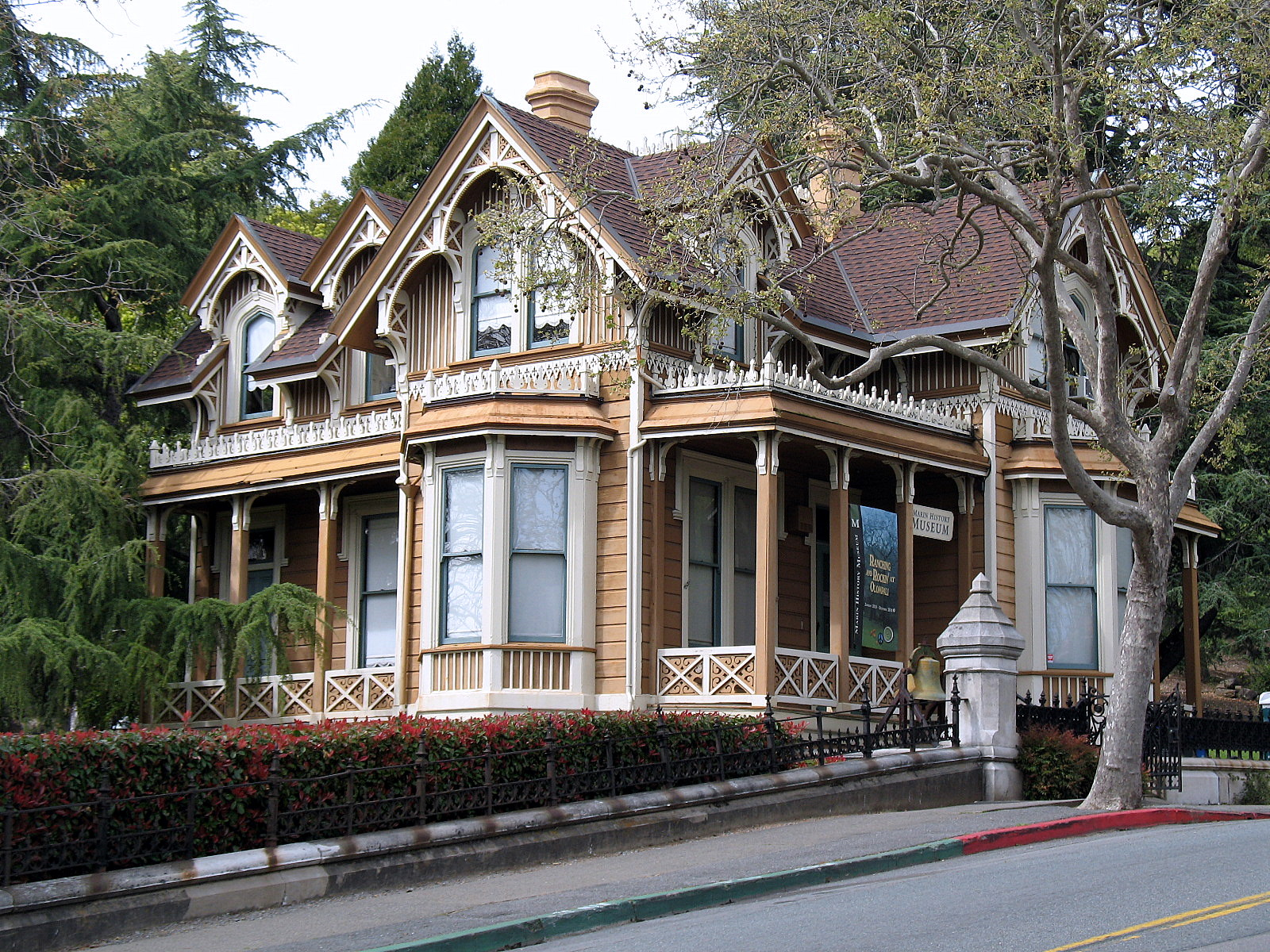
La Boyd House, que alberga el Marin History Museum

Allà Louise Boyd i els seus germans muntaven a cavall, exploraven el mont Diablo, pescaven, caçaven i, en general, portaven una vida aventurera. Quan Louise era adolescent, tots dos germans van morir de malalties del cor amb pocs mesos de diferència. Els pares van quedar devastats i van recolzar-se molt en la seva filla. Va ser en aquest moment quan els Boyd van llegar a la ciutat de San Rafael la seva antiga casa rural i algunes de les propietats de la família com a record dels seus dos fills. L'edifici d'estil victorià és ara destinat a oficines per a la ciutat de San Rafael. Després de la mort dels seus germans, Louise acompanyà molt els seus pares, que van fer molts viatges a Europa.
A la primavera de 1919, Louise Boyd va agafar un tren a Buffalo, Nova York, adquirí un cotxe i va recórrer els Estats Units en un moment en què no hi havia cap mena d'autopistes i les carreteres sovint eren de grava i terra. Aquest seria el primer de molts viatges a través del país, que detallaria en moltes revistes. Després de la mort dels seus pares, el 1919 i el 1920, i d'haver-ne tingut cura en els darrers anys de la seva vida, va heretar la fortuna familiar.
Amb la seva herència, Louise Boyd podria controlar el seu propi destí i gaudir del seu intrèpid esperit aventurer. Va començar a viatjar a principis de la dècada de 1920 i, en un viatge a Noruega, el 1924, va viatjar a la mar i va veure el Casquet polar àrtic per primera vegada. Aquesta experiència va resultar fonamental en la seva vida i de seguida va començar a planificar la seva pròpia aventura àrtica. El 1925 va ser presentada al rei i la reina del Regne Unit i poc després, el 1926, va llogar el vaixell de subministrament Hobby -utilitzat prèviament pel famós explorador Roald Amundsen- per a un viatge a l'Àrtic en què va arribar fins a la Terra de Francesc Josep, un conjunt de 191 illes cobertes en un 85% pel gel, situades al nord de Rússia. Va obtenir notorietat internacional per les seves proeses i va ser batejada per diaris d'arreu del món com la “Diana Àrtica” i "La noia que va domesticar l'Àrtic". El comte de Ribadavia, que l'acompanyava, va publicar el 1927 un llibre amb fotografies de Louise titulat Chasses et aventures dans les regions polaires.

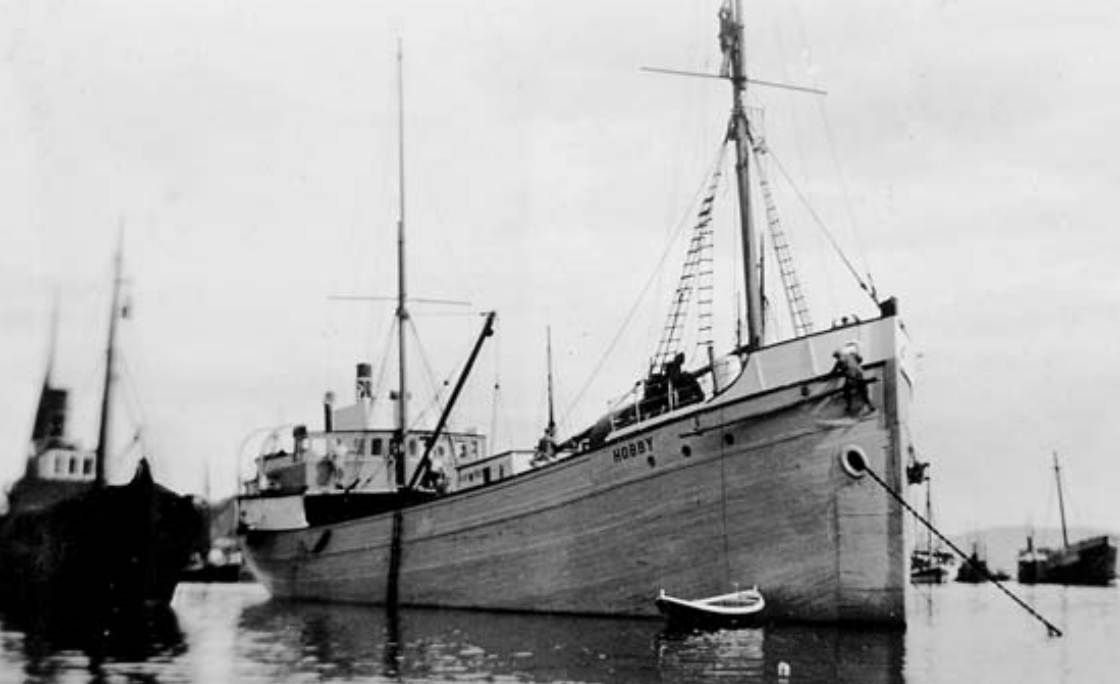
Boyd noliejà el Hobby, un vaixell de subministrament de Tromsø per als seus viatges de 1926 i 1928

El 1928, Boyd planejava un segon viatge de plaer a bord del Hobby quan es va saber que l'explorador noruec Roald Amundsen havia desaparegut en el seu intent de trobar i rescatar l'explorador italià Umberto Nobile. Louise va oferir els seus serveis i el vaixell al govern noruec per buscar Amundsen, dientː “Com podria fer un viatge de plaer quan aquelles 22 vides estan en joc?” Tot i que va viatjar aproximadament 10,000 milles (16,100 km) a través de l'Oceà Àrtic no va trobar-ne cap rastre. No obstant això, el govern noruec li va atorgar la Creu de Cavallera de l'Orde de Sant Olaf. "Va ser la primera dona nord-americana a rebre l'orde i la tercera dona del món a ser tan honorada".
Boyd és coneguda sobretot per dirigir una sèrie d'expedicions científiques a la costa est i nord de Groenlàndia als anys trenta. Louise Boyd va fotografiar, inspeccionar i recollir centenars d’exemplars botànics, després d’haver après de la seva bona amiga, Alice Eastwood, de l'Acadèmia de les Ciències de Califòrnia. L'American Geographical Society va publicar els seus descobriments i fotografies de les expedicions de 1933 i 1935 en un llibre titulat La regió del Fiord de l'est de Groenlàndia. Una zona propera a la glacera Gerard de Geer va ser anomenada més tard Louise Boyd Land.
L'agost de 1934, després d’haver estat elegida delegada al Congrés Geogràfic Internacional de Varsòvia, Polònia, Louise Boyd va emprendre un viatge de tres mesos pel camp polonès fotografiant i enregistrant els costums, el vestit, l'economia i la cultura de molts polonesos ètnics, ucraïnesos, belarussos i lituans. El viatge, amb cotxe, ferrocarril, vaixell i a peu, la va portar primer de Lviv a Kovel (ciutats que es troben avui a Ucraïna), i després a Kobrin – Pinsk – Kletsk – Nesvizh – (ciutats que són avui a Belarús). Va acabar el trajecte a Vilnius. El relat del seu viatge es va complementar amb més de 500 fotografies i va ser publicat per l'American Geographical Society el 1937 com a Camps polonesos.
Amb l'esclat de Segona Guerra Mundial, el coneixement que havia obtingut en el curs de les seves sis expedicions anteriors a Groenlàndia i l'Àrtic van tenir una importància i sensibilitat estratègiques. El govern dels Estats Units li va sol·licitar que no publiqués el llibre que escrivia sobre les seves expedicions posteriors de 1937 i 1938 i li va demanar que dirigís, per al Departament de Comerç Agència Nacional d'Estàndards, una expedició geofísica al llarg de la costa oest de Groenlàndia i baixant la costa de l'illa de Baffin i Labrador. Va ser nomenada experta en consultoria de l'Oficina per un dòlar a l'any. A càrrec seu, va llogar i equipar la goleta Effie M. Morrissey. Aquesta goleta, que era propietat del capità Robert Bartlett, que la dirigia, havia estat fent amb èxit expedicions científiques anuals a l'Àrtic des de 1926. El propòsit principal de l'Agència d'expedició d'Estàndards el 1941 era obtenir dades sobre la transmissió d'ones de ràdio a les regions de l'Àrtic travessades. Es va estudiar la ionosfera, el geomagnetisme i les aurores. L'Effie M. Morrissey va partir de Washington l'11 de juny de 1941, amb Louise Boyd dirigint un grup científic de quatre homes (inclòs un metge) i una tripulació d'onze sota el comandament del capità Bartlett. L'expedició va tornar a Washington el 3 de novembre de 1941 amb dades valuoses.
Durant la resta de la guerra, Boyd va treballar en tasques secretes per al Departament de l'Exèrcit dels Estats Units i el 1949 se li va atorgar un Certificat de Reconeixement del Departament de l'Exèrcit.
Prop del final de la seva vida, va experimentar dificultats financeres i ja havia gastat gran part de la seva fortuna en el lloguer i les equipacions per a les seves moltes exploracions. Finalment va haver de vendre la casa familiar de San Rafael amb tot el mobiliari. Va morir a San Francisco el 14 de setembre de 1972, dos dies abans del seu 85è aniversari. El llibre que havia mantingut pendent de publicació, The Coast of Northeast Greenland, es va editar després de la guerra, el 1948.

## Honors i reconeixements
Va acumular molts honors acadèmics, entre els quals un títol honorari en Dret de la Universitat de Califòrnia, Berkeley i del Mills College. També va ser la segona dona a rebre la Medalla Cullum de la Societat Geogràfica Americana i el 1960 va ser la primera dona a ser elegida per al seu consell. També fou nomenada membre honorària de l'Acadèmia de les Ciències de Califòrnia i va rebre la Legió d'Honor a França. Una zona propera a la glacera Gerard de Geer, que ella mateixa havia descobert (a 73º31 'de latitud nord i 28º00' de longitud oest), va ser anomenada més tard Louise Boyd Land.
En la vida privada, Louise Boyd fou una activa i coneguda figura i amfitriona de Marin mentre exercia de membre del Comitè Executiu de l'orquestra San Francisco Symphony.
L’actual Museu d’Història de Marin es va ubicar a l’antiga Boyd Estate Gatehouse de San Rafael, Califòrnia, i és una de les dues seus en què s'ubica el museu.

## Publicacions
- The Fiord Region of East Greenland.  New York, N. Y.: American Geographical Society, 1935, p. 369.
- Polish Countrysides.  Nova York: American Geographical Society, 1937, p. 235.
- The coast of northeast Greenland, with hydrographic studies in the Greenland Sea.  Nova York: American Geographical Society, 1948, p. 339.